# Conjetura de Borsuk

Un ejemplo de un hexágono cortado en tres piezas de menor diámetro

En geometría, el problema de Borsuk, incorrectamente llamado conjetura de Borsuk por razones históricas, es una cuestión resuelta en el campo de la geometría discreta. Recibe su nombre del matemático polaco Karol Borsuk.

## Problema
En 1932, Karol Borsuk demostró que una bola tridimensional ordinaria en el espacio euclídeo puede diseccionarse fácilmente en cuatro sólidos, cada uno con un diámetro menor que la esfera, y que una esfera n-dimensional generalmente puede cubrirse con n + 1 conjuntos compactos de diámetros menores que la esfera. Al mismo tiempo, demostró que n subconjuntos no son suficientes en general. La demostración se basa en el teorema de Borsuk-Ulam. Esto llevó a Borsuk a una pregunta general:
Die folgende Frage bleibt offen: Lässt sich jede beschränkte Teilmenge E des Raumes {\displaystyle \mathbb {R} ^{n}} in (n + 1) Mengen zerlegen, von denen jede einen kleineren Durchmesser als E hat?
La siguiente pregunta permanece abierta: ¿Puede cada subconjunto acotado E del espacio {\displaystyle \mathbb {R} ^{n}} ser dividido en (n + 1) subconjuntos, cada uno de los cuales tiene un diámetro menor que E? (Drei Sätze über die n-dimensionale euklidische Sphäre)
La pregunta se respondió afirmativamente en los siguientes casos:
- n= 2, que es el resultado original de Karol Borsuk (1932).
- n= 3, demostrado por Julian Perkal (1947),[3] e independientemente, 8 años después, por H. G. Eggleston (1955).[4] Una demostración simple fue encontrada posteriormente por Branko Grünbaum y Aladár Heppes.
- Para todos los n campos convexos diferenciables, demostrado por Hugo Hadwiger (1946).[5][6]
- Para todos los n campos con simetrías centrales, demostrado por A.S. Riesling (1971).[7]
- Para todos los n campos de revolución, demostrado por Boris Dekster (1995).[8]

El problema fue finalmente resuelto en 1993 por Jeff Kahn y Gil Kalai, quienes demostraron que la respuesta general a la pregunta de Borsuk es no. Afirman que su construcción muestra que n + 1 piezas no son suficientes para n= 1325 y para cada n > 2014. Sin embargo, como señaló Bernulf Weißbach, la primera parte de esta afirmación es de hecho falsa. Pero después de mejorar una conclusión subóptima dentro de la deducción correspondiente, se puede de hecho verificar uno de los conjuntos de puntos construidos como un contraejemplo para n= 1325 (así como todas las dimensiones superiores hasta 1560).
Su resultado fue mejorado en 2003 por Hinrichs y Richter, quienes construyeron conjuntos finitos para n ≥ 298, que no pueden dividirse en n + 11 partes de menor diámetro.
En 2013, Andriy V. Bondarenko demostró que la conjetura de Borsuk es falsa para todo n ≥ 65. Poco después, Thomas Jenrich dedujo un contraejemplo de 64 dimensiones a partir de la construcción de Bondarenko, obteniendo la mejor cota hasta la fecha.
Aparte de encontrar el número mínimo n de dimensiones tal que el número de piezas α(n) > n + 1, los matemáticos están interesados en encontrar el comportamiento general de la función α(n). Kahn y Kalai muestran que en general (es decir, para n suficientemente grande), se necesitan al menos {\textstyle \alpha (n)\geq (1.2)^{\sqrt {n}}} piezas. También citan el límite superior dado por Oded Schramm, quien demostró que para cada ε, si n es suficientemente grande, {\textstyle \alpha (n)\leq \left({\sqrt {3/2}}+\varepsilon \right)^{n}}. El orden de magnitud correcto de α(n) aún es desconocido. Sin embargo, se conjetura que hay una constante c > 1 tal que α(n) > cn para todo n ≥ 1.
Oded Schramm también trabajó en una cuestión relacionada: se dice que un cuerpo {\displaystyle K} de ancho constante tiene un radio efectivo {\displaystyle r} si {\displaystyle {\text{Vol}}(K)=r^{n}{\text{Vol}}(\mathbb {B} ^{n})}, donde {\displaystyle \mathbb {B} ^{n}} es la esfera unidad en {\displaystyle \mathbb {R} ^{n}}. Schramm demostró la cota inferior {\displaystyle {\sqrt {3+2/(n+1)}}-1\leq r_{n}}, donde {\displaystyle r_{n}} es el radio efectivo más pequeño de un cuerpo de ancho constante 2 en {\displaystyle \mathbb {R} ^{n}}, y preguntó si existe un {\displaystyle \epsilon >0} tal que {\displaystyle r_{n}\leq 1-\epsilon } para todo {\displaystyle n\geq 2}, es decir, si la diferencia entre los volúmenes del cuerpo de ancho constante más pequeño y el más grande crece exponencialmente. En 2024, una preimpresión de Arman, Bondarenko, Nazarov, Prymak y Radchenko informó haber respondido afirmativamente a esta pregunta, obteniendo una construcción que satisface {\displaystyle {\text{Vol}}(K)\leq (0.9)^{n}{\text{Vol}}(\mathbb {B} ^{n})}.

## Nota
1. ↑  Como afirman Hinrichs y Richter en la introducción de su obra,[1] «La conjetura de Borsuk fue considerada cierta por muchos durante décadas» (de ahí su nombre común, «conjetura»), por lo que «fue una sorpresa cuando Kahn y Kalai construyeron conjuntos finitos que demostraban lo contrario». Sin embargo, Karol Borsuk había formulado el problema simplemente como una pregunta, sin sugerir que la respuesta esperada fuera positiva.